# Euroconsumers
Euroconsumers (ex Conseur - Consumateurs europeus) és una organització sense ànim de lucre formada per organitzacions europees de protecció dels consumidors com DECO, l'Associació Portuguesa per a la Protecció del Consumidor; Test-achats (Test-aankoop), associació belga de consumidors; OCU (Organització de Consumidors i Usuaris), associació de consumidors espanyola, i Altroconsumo, associació italiana de consumidors.